# Batocarpus costaricensis
Batocarpus costaricensis är en mullbärsväxtart som beskrevs av Paul Carpenter Standley och L. O. Williams. Batocarpus costaricensis ingår i släktet Batocarpus och familjen mullbärsväxter. Inga underarter finns listade i Catalogue of Life.